# Kanton Saint-Amant-Tallende
Saint-Amant-Tallende is een voormalig kanton van het Franse departement Puy-de-Dôme. Het kanton maakte deel uit van het arrondissement Clermont-Ferrand. Het werd opgeheven bij decreet van 21 februari 2014, met uitwerking op 22 maart 2015.

## Gemeenten
Het kanton Saint-Amant-Tallende omvatte de volgende gemeenten:
- Aydat
- Chanonat
- Cournols
- Olloix
- Saint-Amant-Tallende (hoofdplaats)
- Saint-Sandoux
- Saint-Saturnin
- Saulzet-le-Froid
- Le Vernet-Sainte-Marguerite